# Wiktor Kulikow (ur. 1971)
Wiktor Ołeksijowycz Kulikow, ukr. Віктор Олексійович Куліков (ur. 29 stycznia 1971) – ukraiński piłkarz, grający na pozycji pomocnika lub napastnika.

## Kariera piłkarska

### Kariera klubowa
W 1992 rozpoczął karierę piłkarską w drużynie Paleśsie Mozyrz, skąd w 1994 odszedł do klubu Fandok Bobrujsk. Sezon 1994/95 rozpoczął w Chimiku Swietłahorsk, ale wkrótce przeniósł się do Wiedrycza Rzeczyca. Podczas przerwy zimowej sezonu 1994/95 powrócił do Ukrainy, gdzie podpisał kontrakt z Azowcem Mariupol, który latem 1995 zmienił nazwę na Metałurh Mariupol. Latem 1996 przeszedł do Chimika Żytomierz. Latem 1997 wyjechał do Azerbejdżanu, gdzie zasilił skład klubu Araz Baku, który w następnym sezonie zmienił nazwę na Bakılı Baku. Latem 1999 został zaproszony do FK Şəmkir, z którym trzykrotnie wywalczył mistrzostwo kraju. W 2004 zakończył karierę piłkarską.

## Sukcesy i odznaczenia

### Sukcesy klubowe
- mistrz Azerbejdżanu: 2000, 2001, 2002
- wicemistrz Azerbejdżanu: 2004
- finalista Pucharu Azerbejdżanu: 2004